# 第二次シリア戦争
第二次シリア戦争（だいにじシリアせんそう）は、紀元前260年から紀元前253年にかけて行われたプトレマイオス朝エジプトとセレウコス朝シリアとの間の戦争である。クレモニデス戦争の延長線で起こったこの紛争により、プトレマイオス朝はアンティゴノス朝マケドニアやロドスと連合したセレウコス朝に対してエーゲ海の制海権を失った。エーゲ海・イオニア・小アジアを舞台に展開された第二次シリア戦争に関する情報は、史料の不足のため不明確な点が多い。

## 概要
紀元前261年、セレウコス朝の新王としてアンティオコス2世が即位すると、プトレマイオス朝との戦争が再燃した。同じ時期、プトレマイオス2世の養子であり、共同統治者のプトレマイオス・エピゴノスは、ミレトゥスとサモス島を掌握し反乱を試みた。これを狙ったアンティオコス2世は、プトレマイオス朝の勢力をエーゲ海一帯から追い出すことを望んだマケドニアのアンティゴノス2世の支援を受け、小アジア沿岸にあるエジプトの拠点らを攻略し始めた。
一方、プトレマイオス・エピゴノスの蜂起は、紀元前259年を期して鎮圧されたものと見られる。以降、エピゴノスの名前はエジプトの年代記で消え、紀元前259年から255年の間のどの時点にクレモニデス率いるエジプト海軍もエフェソスの海戦で敗れることで、エフェソス・ミレトゥス・サモス島はセレウコス朝の影響力の下に入った。近東方面では紀元前257年にエジプトがシリアに侵攻したが、その結果は知らない。紀元前255年頃に起きたコス島の海戦でエジプト海軍は、マケドニアに大敗した（ただし、コス島の海戦の時点については、クレモニデス戦争末期に当たるという異説もある）。これにより、プトレマイオス朝の制海権は重大な打撃を受け、エジプトの統制下にあった島嶼同盟もまた解体されたようだ。
アナトリアでもプトレマイオス朝の劣勢が顕著になった。アンティオコス2世は、王位継承の過程で失ったキリキアとパンフィリアを再び占有することに成功した。紀元前253年、エジプトが唆したと推測されるコリントスとカルキスの蜂起に直面したマケドニアが戦線から離脱すると、プトレマイオス朝とセレウコス朝は講和交渉に着手する。翌年、プトレマイオス2世の娘ベレニケ・フェルノフォルスがアンティオコス2世に嫁ぎ、エジプトは持参金の形で賠償金を支払って和平が成立した。この結婚のため、アンティオコス2世は元妻のラオディケ1世と離婚している。しかし、紀元前246年にラオディケが主導した宮廷陰謀によりベレニケは暗殺されており、これは第三次シリア戦争の原因となった。